# Vöcklabruck
Vöcklabruck es un municipio del distrito de Vöcklabruck, en el estado de Alta Austria, Austria. Su población estimada, en 2021, es de 12,446 habitantes. 
La ciudad es el centro de Vöckla-Ager-Senke, la segunda zona económica más importante de Alta Austria. Es la capital del distrito del mismo nombre.
Se encuentra ubicada al este del estado, cerca del lago Atter, de la frontera con el estado de Salzburgo, al sur del río Danubio y al suroeste de la ciudad de Linz —la capital del estado—.